# Virginia Polytechnic Institute and State University

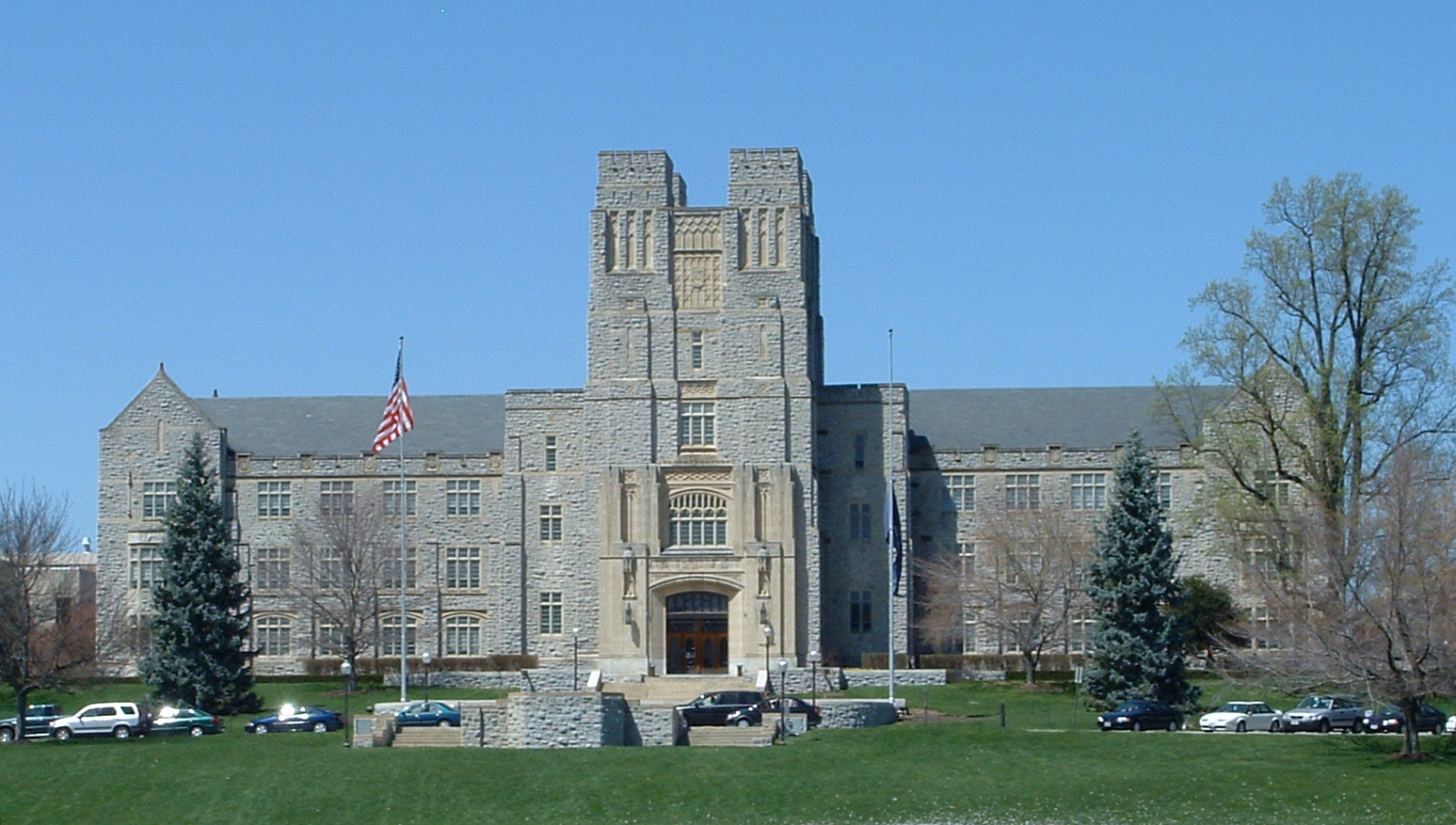
Burruss Hall, jeden z budynków uniwersyteckich

Instytut Politechniczny i Uniwersytet Stanowy Wirginii (ang. Virginia Polytechnic Institute and State University, powszechnie znany jako Virginia Tech) – amerykański uniwersytet publiczny w Blacksburg w stanie Wirginia. Kształci 36 383 studentów.
Założony został w 1872, pod nazwą Virginia Agricultural and Mechanical College. Po wielu zmianach, obecna nazwa została przyjęta w 1970 roku.
Profesorem paleontologii na tej uczelni był Richard Bambach.
16 kwietnia 2007 na kampusie uniwersytetu doszło do masakry, w której zginęły 33 osoby.